# Развитие числовой системы в исламском мире

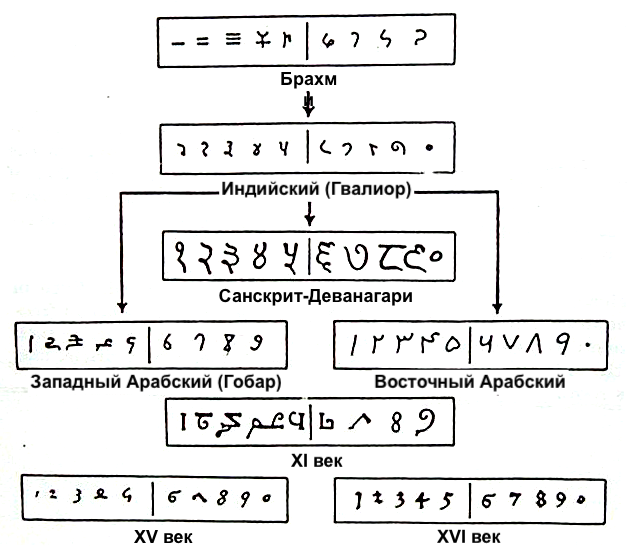
Эволюция арабских цифр

Данная статья — часть обзора Математика исламского Средневековья.
Числовая система, используемая в исламском мире, прошла значительную эволюцию, начиная с первых веков исламской цивилизации. Буквенная абджадия была первой системой арабской нумерации, а с VIII века багдадской школой была предложена десятичная позиционная система. Кроме индийской десятичной системы также использовалась вавилонская шестидесятеричная система — именно в исламском мире впервые было предложено разделение часа на шестидесятеричные части (минуты, секунды, терции). В средневековый период математики стран ислама расширили определение числа от натурального, которое было принято в Древней Греции, до вещественного. Они разработали теорию иррациональных чисел и теорию отношений произвольных величин, открыли концепцию десятичных дробей и систематизировали правила работы с отрицательными числами. Их достижения заложили фундамент для дальнейшего развития математики в Европе и оказали существенное влияние на формирование современной арифметики и других дисциплин.

## Число ноль
Существенным элементом представления десятичных разрядов чисел является символ нуля, который указывает на отсутствие значения в соответствующем разряде: например, число 304 содержит трижды 100, ни разу 10 и четырежды 1; в отличие от числа 34, которое содержит трижды 10 и четыре раза 1. Эта важная концепция нуля восходит к индийской математике, где она использовалась, по крайней мере, с VII века. Ноль по-арабски назывался сифр («пустой», «ничто»); это название породило, среди прочего, немецкое слово «Ziffer» и английское «zero», обозначающие ноль, русское слово «шифр», а также русское, украинское, болгарское и сербское слово «цифра», польское «cyfra», чешское «cifra» и французское «chiffre».

## Рациональные и иррациональные числа
В античной греческой математике существовало строгое разграничение между числами и величинами. Числами считались только натуральные числа, а к величинам относили непрерывные сущности, такие как длины, площади, объёмы, углы или время — они могли быть произвольно делимыми и измеряемыми. Различая эти понятия, греки создали две разные теории для работы с ними: теорию отношений натуральных чисел и общую теорию отношений непрерывных величин. Хотя в позднеэллинистический период начали появляться идеи сближения этих концепций, античные математики не стремились разработать универсальные арифметические правила для отношений и не рассматривали их как числа.
Математики исламского мира объединили понятия числа и величины в более широкую концепцию вещественных чисел. Аль-Хорезми (780—850) ввёл различие между рациональными и иррациональными корнями чисел, а Мухаммад аль-Махани (820—880) классифицировал иррациональные величины и показал их поведение при арифметических операциях. Сабит ибн Курра (836—901) пошёл ещё дальше, применяя числовые термины к непрерывным величинам и свободно производя с ними арифметические действия. Его подход стал ключевым шагом к преодолению дуализма между числами и геометрическими величинами.
В X веке арабские учёные продолжили систематизацию знаний об иррациональностях. Ахмад аль-Ахвази ограничился классификацией только квадратных иррациональностей, но использовал арифметический подход. Аль-Хашими предложил строгое доказательство иррациональности произведений и частных. Абу Джафар аль-Хазин (900—971) дал чёткое определение рациональных и иррациональных величин через их соотношение с единичной величиной. Ибн Тахир аль-Багдади (961/980—1037) в своём трактате доказал существование бесконечного числа иррациональностей между любыми двумя рациональными числами, соединив идеи Евклида с новыми числовыми представлениями.
Завершил переход от геометрического к числовому пониманию величин Омар Хайям (1048—1131), который теоретически обосновал расширение понятия числа до всех положительных действительных. Далее числовую природу иррациональностей исследовал Джамшид аль-Каши (1380—1429), уточнивший понятие корня как степени. Их работы подготовили почву для восприятия иррациональностей как чисел, что впоследствии повлияло на европейскую науку. Учение исламских математиков, переданное в Европу через таких учёных, как Леонардо Пизанский, стало фундаментом для развития теории действительных чисел, окончательно сформулированной лишь в XIX веке Дедекиндом, Кантором и Вейерштрассом.

## Системы счёта
Числовая система, используемая в исламском мире, прошла значительную эволюцию, начиная с первых веков исламской цивилизации. Буквенная абджадия была первой системой арабской нумерации, а с VIII века багдадская школа предложила индийскую позиционную систему. Пальцевый счёт использовался в деловых кругах, а шестидесятиричная вавилонская система — в астрономии. К X веку три последние системы все ещё широко использовались в своих областях. Авторы, такие как Ибн Тахир аль-Багдади, создавали труды, в которых сравнивали данные системы.

### Десятичная позиционная система

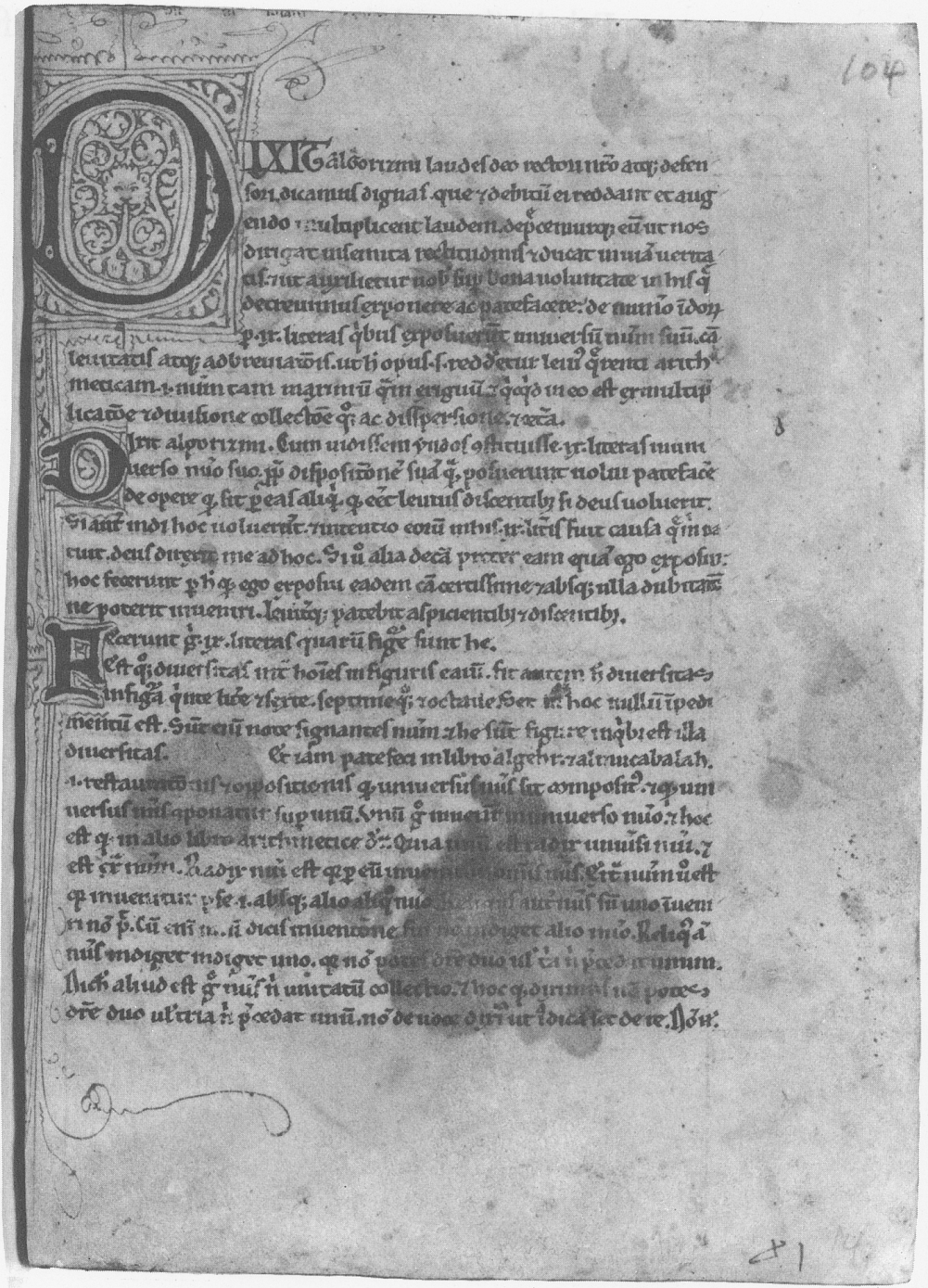
Страница латинского перевода «Об индийском счёте», которая начинается со слов «Dixit Algorizmi»

В IX веке аль-Хорезми (780—850) написал книгу «Об индийском счёте», способствовавшей популяризации позиционной системы во всём Халифате, вплоть до мусульманской Испании. В этом сочинении впервые было дано систематическое изложение арифметики, основанной на десятичной позиционной системе счисления. В XII веке эта книга переводится на латинский. Произведение сохранилось только в единственном экземпляре на латинском, арабский оригинал был утерян. Перевод начинается со слов «Dixit Algorizmi» («Аль-Хорезми сказал»).
От имени аль-Хорезми (лат. Algorizmi) произошло слово «алгоритм». В отличие от современного понятия, которое означает любой набор инструкций, описывающих порядок действий исполнителя для достижения результата решения задачи, в средние века европейские математики так называли арифметику, основанную на десятичной позиционной системе счисления, а позднее так стало называться любое вычисление по строго определённым правилам.
Одним из самых ранних трудов по арифметике, сохранившихся в оригинале на арабском, является книга «О началах индийской арифметики» Кушьяра ибн Лаббана (971—1029). Она оказала большое влияние на исламские страны и сыграла важную роль в окончательном распространении десятичной системы.

Сравнение арабских, индийских и современных цифр

Цифры для десятичной системы были заимствованы из Индии, однако не существовало единого стандартного набора символов. В разных частях исламского мира формы цифр отличались. Изначально индийские методы вычислений применялись используя так называемую «доску для пыли». Она была необходима, поскольку вычисления требовали перемещения и удаления цифр в процессе работы. Доска для пыли позволяла выполнять эти действия так же, как современные маркерная доска или школьная доска с мелом и губкой. Аль-Уклидиси в X веке шагнул вперёд, предложив способы адаптации этих методов для работы на бумаге.
Одним из поздних исламских математиков, в трудах которого отражается развитие десятичной позиционной системы, был аль-Умави (1400–1489). Он описал методы определения делимости чисел на 7, 8, 9 и 11, основанные на анализе разрядов в десятичной записи. Фактически он сформулировал частные случаи теоремы, позднее изложенной Паскалем. Кроме того, он разработал условия, позволяющие определить, является ли число квадратом или кубом, используя исключительно свойства его записи и остатки от деления на 7, 8 и 9. Эти наблюдения были уникальны для арифметики его времени и свидетельствуют о глубоком понимании закономерностей позиционной системы счисления.

### Шестидесятеричная система
В шестидесятеричной системе цифры обозначались буквами арабского алфавита. Она пришла от вавилонян и чаще всего использовалась арабскими математиками в астрономических работах.
Аль-Бируни был первым, кто разделил час на шестидесятеричные части: минуты, секунды, терции и четверти в 1000 году. Шестидесятеричную систему до сих пор применяют при измерении времени, углов, географических координат и для электронной навигации.
В 1424 году Аль-Каши вычислил число π с рекордной точностью в 9 знаков в шестидесятеричной системе счисления. После чего он перевёл число в десятичную систему, получив точность в 16 десятичных знаков после запятой. В 1427 году в трактате «Ключ к арифметике» он подробно описал шестидесятеричную систему счисления. В астрономических трудах древних греков в этой системе записывалась только дробная часть числа, тогда как целая часть фиксировалась в традиционной буквенной ионической системе. Аль-Каши предложил записывать в шестидесятеричной системе и целую часть, тем самым фактически вернувшись к форме записи, принятой у древних вавилонян. Однако сам он, вероятно, об этом не знал. В том же трактате Аль-Каши вводит десятичные дроби, формулирует основные правила действий с ними и описывает способы перевода шестидесятеричных дробей в десятичные и обратно.

### Пальцевый счёт
Система счета, основанная на использовании пальцев и записи чисел словами, была популярна в деловом сообществе Восточного халифата, даже несмотря на наличие индийских цифр. В отличие от римского пальцевого счёта, правая рука обозначала сотни, а левая — единицы и десятки, что соответствовало арабскому письму справа-налево. На восточных базарах и в портах Красного моря торговцы разработали уникальный язык жестов для тайного согласования цен. Они скрывали руки под тканью и касались ладоней по определённым правилам, чтобы избежать вмешательства посредников и конкурентов. Математик Абу-ль-Вафа, будучи экспертом в индийских цифрах, адаптировал свои работы под пальцевую арифметику, чтобы соответствовать потребностям делового сообщества.

### Локальные системы

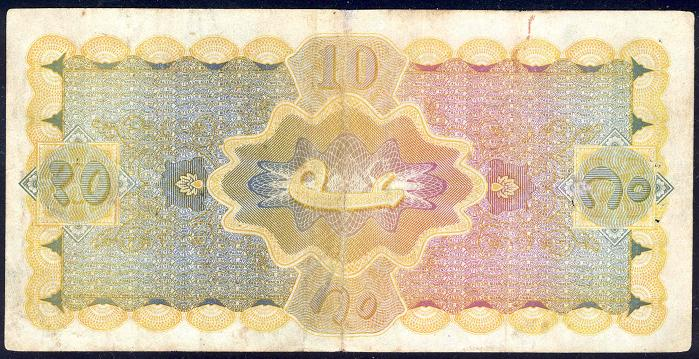
10 хайдарабадских рупий (1940), реверс. В центре — непозиционная цифра (сийяк) 10. По краям — позиционные цифры; по часовой стрелке европейские, ка́ннада, те́лугу, девана́гари.

- Коптские числа были разработаны в X веке для административных целей. Они представляют собой очень беглые формы коптских букв и обычно использовались только в узкоспециализированных областях, например в коптско-арабских рукописях, включая астрономические тексты и счётные книги, где традиционный способ записи чисел с использованием букв алфавита не применялся[13].
- Руми — числовая система, которая использовалась в Северной Африке с X по XVII века и происходила из коптской или греко-коптской традиции. Её использовали в администрации города Фес, а также в аль-Андалусе с XII века[14].
- Cийяк (также сиякат, ракм, раккамлары) — семейство акрофонических (то есть сокращение арабских прописей «один», «два» и т.д.) систем цифровой нотации, которые использовались для налогового учёта и записи чисел[15]. Задокументированы четыре разновидности сийякской записи чисел: южноазиатская (исламская Индия, XVII–XX века, где единицы и десятки обозначаются уменьшенными арабскими цифрами, а более крупные разряды — сокращёнными индийскими числительными[15][16]), османская[17], персидская и арабская (дивани). Все четыре разновидности характеризуются общей типологией и схожими принципами орфографии[18].

## Дробные числа
Дроби в арабской математике, в отличие от древнегреческой, считались такими же полноценными числами, как и натуральные. Сперва их записывали вертикально, как индийцы, а современную черту дроби впервые ввёл аль-Хасар около 1200-го года. Позднее они появились в трудах Фибоначчи, который был хорошо знаком с математикой исламского мира, и через него распространились в Европе. 
Наряду с привычными дробями в быту использовали разложение на египетские аликвотные дроби (вида 1/n), а в астрономии — 60-ричные вавилонские. Аль-Уклидиси (920—980) был первым, кто ввёл десятичные дроби, однако при нём они не получили широкого распространения. Он ещё не использовал современную запись с десятичным разделителем, а обозначал разряд единиц, помещая над ним небольшую вертикальную черту. Использование десятичных дробей аль-Уклидиси в значительной степени представляло собой технический приём и вспомогательное средство для вычислений.
Математическая ценность десятичных дробей в качестве способа приближения чисел с произвольной точностью была отмечена лишь спустя два столетия в трактате 1172 года аль-Самуала. Для вычисления корней больше квадратных он применял методы численной итерации, которые наглядно демонстрировали идею сходимости приближаемых величин к искомому значению.
В Европе первый набросок арифметики десятичных дробей появился только в XIV веке благодаря Иммануилу Бонфису (1300—1377). В XV веке аль-Каши (1380—1429) изложил их полную теорию, ошибочно утверждая, что является их первооткрывателем. В своём труде «Ключ к арифметике» 1427 года он описал общий метод вычисления корней n-й степени, основанный на биномиальной теореме. После него десятичные дроби получили распространение в Османской империи, а победоносное их шествие в христианской Европе началось лишь в 1585 году благодаря трудам Симона Стевина.

## Отрицательные числа
Определённый прогресс был достигнут с отрицательными числами. В X веке, Абу Камил проиллюстрировал правила знаков для раскрытия скобок в произведении выражений вида {\displaystyle (a\pm b)(c\pm d)}, а аль-Караджи в своей книге «Аль-Фахри» отметил, что «отрицательные величины должны учитываться как отдельные члены». Позже, Абу-ль-Вафа аль-Бузджани в своём труде «Книга о том, что необходимо из науки арифметики для писцов и купцов» рассматривал долги как отрицательные числа. В XII веке аль-Самуал сформулировал общие правила работы с отрицательными числами и использовал их для деления многочленов:
Умножение отрицательного числа — al-nāqiṣ (убыток) — на положительное число — al-zāʾid (прибыль) — отрицательно, а на отрицательное число — положительно. Если мы вычитаем отрицательное число из большего отрицательного числа, остаток будет их отрицательной разностью. Разность останется положительной, если мы вычтем отрицательное число из меньшего отрицательного числа. Если мы вычтем отрицательное число из положительного числа, остаток будет их положительной суммой.Ибн Яхья аль-Магриби аль-Самуал
Аль-Кушчи в XV веке использовал отрицательные числа в своей книге «Мухаммедов трактат по арифметике». Перевод этой книги на латинский впервые в Европе содержал термины positivus и negativus (положительный и отрицательный).